# Tetsuo Okamoto
Tetsuo Okamoto (* 20. März 1932 in Marília, São Paulo; † 1. Oktober 2007 ebenda) war ein brasilianischer Schwimmer japanischer Abstammung.
Bei den Olympischen Sommerspielen 1952 gewann er im 1500-Meter-Freistilschwimmen die Bronzemedaille hinter dem US-Amerikaner Ford Konno und dem Japaner Shirō Hashizume. Er war damit der erste brasilianische Schwimmer, der bei Olympischen Spielen eine Medaille gewann. Auf der 400-Meter-Freistilstrecke gelangte er bis ins Halbfinale.